# Фейрвуд (Меріленд)
Фейрвуд (англ. Fairwood) — переписна місцевість (CDP) в США, в окрузі Графство принца Георга штату Меріленд. Населення — 7983 особи (2020).

## Географія
Фейрвуд розташований за координатами 38°57′22″ пн. ш. 76°46′25″ зх. д. / 38.95611° пн. ш. 76.77361° зх. д. (38.956238, -76.773523).  За даними Бюро перепису населення США в 2010 році переписна місцевість мала площу 9,65 км², з яких 9,64 км² — суходіл та 0,01 км² — водойми. В 2017 році площа становила 9,05 км², з яких 9,04 км² — суходіл та 0,01 км² — водойми.

## Демографія
Згідно з переписом 2010 року, у переписній місцевості мешкала 5031 особа в 1543 домогосподарствах у складі 1280 родин. Густота населення становила 521 особа/км².  Було 1643 помешкання (170/км²).
Расовий склад населення:
| - 75,6 % — чорних або афроамериканців - 11,2 % — білих - 7,4 % — азіатів - 0,5 % — корінних американців - 1,3 % — осіб інших рас |

До двох чи більше рас належало 3,9 %. Частка іспаномовних становила 4,1 % від усіх жителів.
За віковим діапазоном населення розподілялося таким чином: 29,2 % — особи молодші 18 років, 64,7 % — особи у віці 18—64 років, 6,1 % — особи у віці 65 років та старші. Медіана віку мешканця становила 37,2 року. На 100 осіб жіночої статі у переписній місцевості припадало 90,4 чоловіків;  на 100 жінок у віці від 18 років та старших — 85,0 чоловіків також старших 18 років.
Середній дохід на одне домашнє господарство  становив 177 361 долар США (медіана — 154 271), а середній дохід на одну сім'ю — 195 350 доларів (медіана — 166 250). За межею бідності перебувало 0,2 % осіб, у тому числі 0,5 % дітей у віці до 18 років та 0,0 % осіб у віці 65 років та старших.
Цивільне працевлаштоване населення становило 3308 осіб. Основні галузі зайнятості: освіта, охорона здоров'я та соціальна допомога — 23,8 %, науковці, спеціалісти, менеджери — 22,7 %, публічна адміністрація — 20,5 %.